# Carlos Aitor García Sanz
Carlos Aitor García Sanz (Madrid, 14 de febrero de 1984), más conocido como Carlos García, es un entrenador de fútbol español que actualmente es director técnico interino del Club Olimpia de la Primera División de Paraguay.

## Trayectoria
Carlos Aitor nació en Madrid y en 2004 se enroló en la cantera del Deportivo Asociación de Vecinos Santa Ana en el que trabajó durante diez temporadas, hasta hacerse cargo en mayo de 2014 del primer equipo madrileño. En la temporada 2009-10, formó parte del departamento de psicología del Atlético de Madrid e impartiría formación en la Universidad Complutense de Madrid. 
En la temporada 2014-15, firma como entrenador del Montego Bay United FC de la Liga Premier de Jamaica.
El 11 de octubre de 2014, firma como entrenador asistente de Winfried Schäfer en la Selección de fútbol de Jamaica, donde trabaja hasta octubre de 2015, alternando con el banquillo del Montego Bay United FC.
El 21 de febrero de 2016, firma como segundo entrenador del Club Olimpia de la Primera División de Paraguay, formando parte del cuerpo técnico de Fernando Jubero, hasta noviembre del mismo año.
El 12 de diciembre de 2016, llega como segundo entrenador de Fernando Jubero al Club Libertad de la Primera División de Paraguay, donde trabaja hasta diciembre de 2017 y lograría el torneo Apertura en 2017.
El 22 de agosto de 2018, se convierte en segundo entrenador del Club Cerro Porteño de la Primera División de Paraguay, también con Jubero.
El 27 de octubre de 2020, firma como entrenador del Club River Plate de la Primera División de Paraguay, donde trabaja durante dos meses.
En junio de 2021, firma como director de la cantera del Club Guaraní.
El 12 de abril de 2022, se convierte en director deportivo del Club Olimpia de la Primera División de Paraguay.
El 7 de marzo de 2023, se convierte como director técnico interino del cuadro franjeado tras la salida de Julio César Cáceres.

## Clubes

### Como entrenador
| Club                                           | País     | Año       |
| ---------------------------------------------- | -------- | --------- |
| Deportivo Asociación de Vecinos Santa Ana      | España   | 2014      |
| Montego Bay United FC                          | Jamaica  | 2014-2015 |
| Selección de fútbol de Jamaica (2º entrenador) | Jamaica  | 2014-2015 |
| Club Olimpia (2º entrenador)                   | Paraguay | 2016      |
| Club Libertad (2º entrenador)                  | Paraguay | 2016-2017 |
| Club Cerro Porteño (2º entrenador)             | Paraguay | 2018-2019 |
| Club River Plate                               | Paraguay | 2020      |
| Club Guaraní (Director cantera)                | Paraguay | 2021-2022 |
| Club Olimpia (Director deportivo)              | Paraguay | 2022-2023 |